# Gregory Corbitt
Gregory Corbitt, född den 2 september 1971 i Perth, Australien, är en australisk landhockeyspelare.
Han tog OS-silver i herrarnas landhockeyturnering i samband med de olympiska landhockeytävlingarna 1992 i Barcelona.